# Caenimonas
Caenimonas es un género de bacterias gramnegativas de la familia Comamonadaceae. Fue descrito en el año 2008. Su etimología hace referencia a lodo. Son bacterias aerobias. Existen especies móviles y otras inmóviles. Se ha aislado de lodos, suelos y aguas de lagos.